# Rudtjärnen (Delsbo socken, Hälsingland, 685178-153295)
Rudtjärnen är en sjö i Hudiksvalls kommun i Hälsingland och ingår i Delångersåns huvudavrinningsområde.